# Caenohalictus rostraticeps
Caenohalictus rostraticeps är en biart som först beskrevs av Heinrich Friese 1917.  Caenohalictus rostraticeps ingår i släktet Caenohalictus och familjen vägbin. Inga underarter finns listade.